# SDF2
SDF2 (англ. Stromal cell derived factor 2) – білок, який кодується однойменним геном, розташованим у людей на довгому плечі 17-ї хромосоми. Довжина поліпептидного ланцюга білка становить 211 амінокислот, а молекулярна маса — 23 026.
| 10         |  | 20         |  | 30         |  | 40         |  | 50         |
| ---------- |  | ---------- |  | ---------- |  | ---------- |  | ---------- |
| MAVVPLLLLG |  | GLWSAVGASS |  | LGVVTCGSVV |  | KLLNTRHNVR |  | LHSHDVRYGS |
| GSGQQSVTGV |  | TSVDDSNSYW |  | RIRGKSATVC |  | ERGTPIKCGQ |  | PIRLTHVNTG |
| RNLHSHHFTS |  | PLSGNQEVSA |  | FGEEGEGDYL |  | DDWTVLCNGP |  | YWVRDGEVRF |
| KHSSTEVLLS |  | VTGEQYGRPI |  | SGQKEVHGMA |  | QPSQNNYWKA |  | MEGIFMKPSE |
| LLKAEAHHAE |  | L          |  |            |  |            |  |            |

A: Аланін

C: Цистеїн

D: Аспарагінова кислота

E: Глутамінова кислота

F: Фенілаланін

G: Гліцин

H: Гістидин

I: Ізолейцин

K: Лізин

L: Лейцин

M: Метіонін

N: Аспарагін

P: Пролін

Q: Глутамін

R: Аргінін

S: Серин

T: Треонін

V: Валін

W: Триптофан

Секретований назовні.